# 反回神経
反回神経（はんかいしんけい、ラテン語: Nervus laryngeus recurrens）は、胸腔内で迷走神経から分枝した神経で、右は鎖骨下動脈、左は大動脈弓（正確には動脈管索）を前方から後方へ回り、気管と食道の間の溝を通って喉頭へ行く。気管には気管枝、食道には食道枝を送る。第6頸椎の高さで終枝である下喉頭神経を分枝し、下咽頭収縮筋を貫いて喉頭筋と喉頭下半分粘膜にも枝を送る。心臓にも下心臓枝を送る。

## 反回神経麻痺
甲状腺のすぐ後ろを反回神経が走っているので、甲状腺切除などの手術で神経が損傷すると嗄声や会話時の息切れを起こす。これは反回神経が声帯を動かす筋肉を支配しているからである。同様のことは肺や食道の手術の際にも起こりうる。反回神経が損傷しているかどうかはファイバースコープで声帯の動きを観察して判断される。

## 支配筋
- 後輪状披裂筋
- 外側輪状披裂筋
- 甲状披裂筋
- 横披裂筋
- 披裂喉頭蓋筋